# Tercera Federación - Grupo VI 2023-24
La temporada 2023-24 del Grupo VI de la Tercera Federación de fútbol comenzó el 8 de septiembre de 2023 y finalizó el 12 de mayo de 2024. Posteriormente se disputó la promoción de ascenso entre el 19 de mayo y el 9 de junio en su fase territorial, y para finalizar en su fase nacional entre el 16 y 23 de junio. Se trata de la tercera edición tras la restructuración de las categorías no profesionales por parte de la RFEF a causa de la pandemia global causada por el Coronavirus; y es la quinta categoría a nivel nacional.

## Sistema de competición
Participan dieciocho clubes encuadrados en un único grupo. Se enfrentan todos contra todos en dos ocasiones -una en campo propio y otra en campo contrario- durante un total de 34 jornadas. El orden de los encuentros se decide por sorteo antes de empezar la competición. La Federación de Fútbol de la Comunidad Valenciana es la responsable de designar las fechas de los partidos y los árbitros de cada encuentro, reservando al equipo local la potestad de fijar el horario exacto de cada encuentro.
Una vez finalizada la competición, el primer clasificado asciende directamente a Segunda Federación y se proclama campeón de Tercera Federación.
Los clasificados entre el segundo y el quinto lugar disputan un Play Off territorial en formato de eliminatorias a doble partido ida y vuelta. En caso de empate el vencedor de la eliminatoria es el equipo mejor clasificado. El equipo vencedor de este Play Off se clasifica a la Promoción de ascenso a Segunda Federación que tiene carácter de final interterritorial.
Los tres últimos clasificados descienden directamente a Lliga Comunitat. Puede haber más descensos por arrastre provocados por descensos de superior categoría.

## Ascensos y descensos
| Pos. | Ascendidos a 2.ª Federación |
| ---- | --------------------------- |
| 1º   | Orihuela C. F.              |
| 3º   | Torrent C. F.               |

| Pos. | Descendidos de 2.ª Federación |
| ---- | ----------------------------- |
|      | Ninguno                       |

| Pos.  | Ascendidos de Regional Preferente |
| ----- | --------------------------------- |
| 1º G2 | C. D. Utiel                       |
| 2º G1 | C. D. Burriana                    |
| 3º G3 | U. D. Castellonense               |
| 1º G1 | C. D. Soneja                      |
| 1º G3 | Ontinyent 1931 C. F.              |

| Pos. | Descendidos a Regional Preferente |
| ---- | --------------------------------- |
| 16.º | Hércules C. F. "B"                |

## Equipos

### Listado de equipos
| Equipo                         | Localidad                   | Estadio                          | Capacidad |
| ------------------------------ | --------------------------- | -------------------------------- | --------- |
| C. D. Acero                    | Puerto de Sagunto (Sagunto) | El Fornás                        | 5002      |
| Athletic Torrellano            | Torrellano (Elche)          | Isabel Fernández                 | 3000      |
| Atlético Levante U. D.         | Valencia                    | Ciudad Deportiva de Buñol        | 1000      |
| Atzeneta U. E.                 | Adzaneta de Albaida         | El Regit                         | 1500      |
| C. D. Burriana                 | Burriana                    | Joan B. Planelles                | 4100      |
| C. D. Castellón "B"            | Castellón de la Plana       | Javier Marquina                  | 2900      |
| U. D. Castellonense            | Villanueva de Castellón     | Camp Municipal de L'Almenà       | 1500      |
| Elche Ilicitano C. F.          | Elche                       | Polideportivo Altabix            | 150       |
| C. F. Gandía                   | Gandía                      | Estadio Guillermo Olagüe         | 3250      |
| F. C. Jove Español San Vicente | San Vicente del Raspeig     | Ciudad Deportiva                 | 2500      |
| Ontinyent 1931 C. F.           | Onteniente                  | El Clariano                      | 4000      |
| Patacona C. F.                 | Alboraya                    | Municipal de la Patacona         |           |
| U. D. Rayo Ibense              | Ibi                         | Francisco Vilaplana              | 1500      |
| C. D. Roda                     | Villarreal                  | Ciudad Deportiva Pamesa Cerámica | 5000      |
| Silla C. F.                    | Silla                       | Vicente Morera                   | 3000      |
| C. D. Soneja                   | Soneja                      | Municipal "El Arco"              | 1000      |
| C. D. Utiel                    | Utiel                       | La Celadilla                     | 2000      |
| Villarreal C. F. "C"           | Villarreal                  | Ciudad Deportiva Pamesa Cerámica | 5000      |

| Acero At. Torrellano At. Levante Atzeneta Burriana Castellón "B" Castellonense Elche Il. Gandía Jove Español Ontinyent 1931 Patacona R. Ibense Roda Silla Soneja Utiel Villarreal "C" |

### Equipos por provincia
| N.º | Provincia | Equipos                                                                                            |
| --- | --------- | -------------------------------------------------------------------------------------------------- |
| 4   | Alicante  | Athletic Torrellano, Elche Ilicitano, Jove Español y Rayo Ibense.                                  |
| 5   | Castellón | Burriana, Castellón "B", Roda, Soneja y Villarreal "C"                                             |
| 9   | Valencia  | Acero, Atlético Levante, Atzeneta, Castellonense, Gandía, Ontinyent 1931, Patacona, Silla y Utiel. |

## Clasificación
| Pos. | Equipo                         | Pts. | PJ | G  | E  | P  | GF | GC | Dif. |                                                                   |
| ---- | ------------------------------ | ---- | -- | -- | -- | -- | -- | -- | ---- | ----------------------------------------------------------------- |
| 1    | Elche Ilicitano C. F. (A, C)   | 83   | 34 | 26 | 5  | 3  | 77 | 20 | +57  | Ascenso a Segunda Federación                                      |
| 2    | F. C. Jove Español San Vicente | 64   | 34 | 18 | 10 | 6  | 46 | 23 | +23  | Acceso a Promoción de Ascenso a Segunda Federación y Copa del Rey |
| 3    | Ontinyent 1931 C. F.           | 60   | 34 | 18 | 6  | 10 | 39 | 29 | +10  | Acceso a Promoción de Ascenso a Segunda Federación                |
| 4    | Atzeneta U. E.                 | 60   | 34 | 16 | 12 | 6  | 44 | 27 | +17  | Acceso a Promoción de Ascenso a Segunda Federación                |
| 5    | C. D. Utiel                    | 51   | 34 | 14 | 9  | 11 | 40 | 38 | +2   | Acceso a Promoción de Ascenso a Segunda Federación                |
| 6    | Atlético Levante U. D.         | 50   | 34 | 13 | 11 | 10 | 44 | 35 | +9   |                                                                   |
| 7    | C. F. Gandía (D)               | 48   | 34 | 13 | 9  | 12 | 45 | 41 | +4   | Descenso a Lliga Comunitat                                        |
| 8    | Villarreal C. F. "C"           | 46   | 34 | 12 | 10 | 12 | 53 | 44 | +9   |                                                                   |
| 9    | C. D. Roda                     | 44   | 34 | 12 | 8  | 14 | 35 | 32 | +3   |                                                                   |
| 10   | Athletic Club Torrellano       | 42   | 34 | 11 | 9  | 14 | 34 | 40 | −6   |                                                                   |
| 11   | U. D. Castellonense            | 41   | 34 | 10 | 11 | 13 | 38 | 45 | −7   |                                                                   |
| 12   | C. D. Soneja                   | 41   | 34 | 9  | 14 | 11 | 37 | 43 | −6   |                                                                   |
| 13   | Patacona C. F.                 | 40   | 34 | 11 | 7  | 16 | 40 | 52 | −12  |                                                                   |
| 14   | C. D. Castellón "B"            | 40   | 34 | 12 | 4  | 18 | 44 | 52 | −8   |                                                                   |
| 15   | U. D. Rayo Ibense              | 39   | 34 | 11 | 6  | 17 | 28 | 43 | −15  |                                                                   |
| 16   | C. D. Acero (D)                | 35   | 34 | 9  | 8  | 17 | 39 | 56 | −17  | Descenso a Lliga Comunitat                                        |
| 17   | C. D. Burriana (D)             | 33   | 34 | 8  | 9  | 17 | 26 | 46 | −20  | Descenso a Lliga Comunitat                                        |
| 18   | Silla C. F. (D)                | 25   | 34 | 7  | 4  | 23 | 27 | 70 | −43  | Descenso a Lliga Comunitat                                        |

Actualizado a los partidos jugados el 24 de mayo de 2024.
 Fuente: Resultados Fútbol
Notas:
1. ↑  El C. F. Gandía fue descendido a Lliga Comunitat por no presentar el aval necesario ante la Federación.[4]

## Resultados
| Local \ Visitante              | ACE | ATT | ATL | ATZ | BUR | CAS | CAT | EIL | GAN | JOV | ONT | PAT | RAY | ROD | SIL | SON | UTI | VRL |
| ------------------------------ | --- | --- | --- | --- | --- | --- | --- | --- | --- | --- | --- | --- | --- | --- | --- | --- | --- | --- |
| C. D. Acero                    | —   | 0–2 | 0–1 | 0–1 | 2–2 | 4–2 | 1–0 | 2–0 | 0–2 | 1–3 | 1–2 | 5–4 | 0–1 | 1–2 | 2–3 | 1–0 | 0–1 | 3–2 |
| Athletic Club Torrellano       | 1–0 | —   | 1–2 | 1–2 | 0–1 | 1–2 | 1–0 | 1–1 | 1–2 | 1–1 | 2–3 | 2–1 | 3–1 | 1–0 | 5–0 | 3–2 | 1–4 | 1–0 |
| Atlético Levante U. D.         | 0–0 | 3–0 | —   | 1–1 | 0–1 | 2–0 | 3–1 | 0–1 | 0–0 | 2–0 | 1–0 | 1–1 | 0–0 | 1–1 | 2–1 | 1–1 | 1–1 | 1–2 |
| Atzeneta U. E.                 | 4–1 | 1–3 | 2–1 | —   | 2–0 | 2–1 | 1–0 | 0–0 | 1–1 | 1–0 | 0–1 | 1–2 | 1–1 | 2–1 | 0–0 | 0–0 | 2–1 | 1–1 |
| C. D. Burriana                 | 1–0 | 0–0 | 3–0 | 1–2 | —   | 0–1 | 1–3 | 0–1 | 1–1 | 0–2 | 3–1 | 1–2 | 0–0 | 0–0 | 2–0 | 2–2 | 1–2 | 1–1 |
| C. D. Castellón "B"            | 5–2 | 0–0 | 1–3 | 0–0 | 4–1 | —   | 3–0 | 2–5 | 3–1 | 0–2 | 2–0 | 1–4 | 2–0 | 0–1 | 2–0 | 0–2 | 0–0 | 2–2 |
| U. D. Castellonense            | 1–1 | 2–0 | 3–1 | 1–4 | 1–2 | 3–0 | —   | 3–0 | 3–3 | 0–0 | 0–1 | 2–3 | 2–1 | 0–0 | 1–0 | 2–1 | 0–0 | 1–0 |
| Elche Ilicitano C. F.          | 3–0 | 0–0 | 4–0 | 1–3 | 3–0 | 3–0 | 6–0 | —   | 3–0 | 1–0 | 2–1 | 1–0 | 3–0 | 1–0 | 8–0 | 3–2 | 2–0 | 3–0 |
| C. F. Gandía                   | 0–0 | 4–0 | 1–1 | 2–1 | 5–0 | 2–0 | 3–1 | 0–2 | —   | 1–3 | 0–2 | 1–0 | 1–2 | 0–2 | 1–1 | 0–0 | 1–2 | 1–0 |
| F. C. Jove Español San Vicente | 0–1 | 1–1 | 0–2 | 0–0 | 0–0 | 2–0 | 0–0 | 0–1 | 4–3 | —   | 0–0 | 1–0 | 2–1 | 2–1 | 2–0 | 4–0 | 3–0 | 1–0 |
| Ontinyent 1931 C. F.           | 2–2 | 2–0 | 1–0 | 1–0 | 2–0 | 1–0 | 2–0 | 1–1 | 1–0 | 0–1 | —   | 0–0 | 1–0 | 1–0 | 2–1 | 2–0 | 1–1 | 1–2 |
| Patacona C. F.                 | 3–2 | 0–0 | 0–3 | 0–3 | 1–2 | 1–0 | 1–3 | 0–3 | 2–0 | 1–1 | 1–2 | —   | 0–1 | 0–1 | 1–0 | 1–1 | 1–0 | 1–1 |
| U. D. Rayo Ibense              | 0–0 | 2–0 | 0–3 | 0–1 | 3–0 | 2–1 | 1–1 | 0–3 | 1–0 | 0–1 | 0–0 | 0–1 | —   | 2–0 | 3–0 | 1–2 | 0–2 | 1–6 |
| C. D. Roda                     | 1–1 | 0–0 | 2–2 | 0–1 | 1–0 | 0–2 | 0–0 | 0–2 | 1–3 | 3–3 | 2–0 | 2–0 | 0–1 | —   | 3–0 | 0–2 | 2–3 | 2–0 |
| Silla C. F.                    | 0–2 | 0–1 | 2–1 | 0–0 | 1–0 | 2–0 | 2–1 | 0–2 | 1–2 | 0–2 | 3–2 | 3–4 | 1–2 | 0–3 | —   | 1–1 | 0–1 | 0–3 |
| C. D. Soneja                   | 0–1 | 1–1 | 3–2 | 1–1 | 0–0 | 1–5 | 1–1 | 2–2 | 0–1 | 0–1 | 1–2 | 3–1 | 2–1 | 1–0 | 2–1 | —   | 1–1 | 1–1 |
| C. D. Utiel                    | 2–2 | 1–0 | 0–2 | 0–0 | 1–0 | 2–1 | 1–1 | 2–3 | 1–2 | 1–3 | 1–0 | 3–1 | 2–0 | 0–1 | 2–3 | 3–1 | —   | 1–0 |
| Villarreal C. F. "C"           | 5–1 | 1–0 | 1–1 | 4–3 | 2–0 | 1–2 | 1–1 | 1–3 | 1–1 | 1–1 | 2–1 | 2–2 | 2–0 | 0–3 | 5–1 | 0–1 | 3–1 | —   |

## Play Off de Ascenso a Segunda Federación
|  | Semifinales                                          | Semifinales                                          | Semifinales                                          | Semifinales                                          | Semifinales                                          |   |    | Final                                                | Final                                                | Final                                                | Final                                                | Final                                                |  |
|  | 19 de mayo de 2024 (ida) 26 de mayo de 2024 (vuelta) | 19 de mayo de 2024 (ida) 26 de mayo de 2024 (vuelta) | 19 de mayo de 2024 (ida) 26 de mayo de 2024 (vuelta) | 19 de mayo de 2024 (ida) 26 de mayo de 2024 (vuelta) | 19 de mayo de 2024 (ida) 26 de mayo de 2024 (vuelta) |   |    | 2 de junio de 2024 (ida) 9 de junio de 2024 (vuelta) | 2 de junio de 2024 (ida) 9 de junio de 2024 (vuelta) | 2 de junio de 2024 (ida) 9 de junio de 2024 (vuelta) | 2 de junio de 2024 (ida) 9 de junio de 2024 (vuelta) | 2 de junio de 2024 (ida) 9 de junio de 2024 (vuelta) |  |
|  |                                                      |                                                      |                                                      |                                                      |                                                      |   |    |                                                      |                                                      |                                                      |                                                      |                                                      |  |
|  |                                                      |                                                      |                                                      |                                                      |                                                      |   |    |                                                      |                                                      |                                                      |                                                      |                                                      |  |
|  | 4º                                                   | C. D. Utiel                                          | 0                                                    | 0                                                    | 0                                                    |   |    |                                                      |                                                      |                                                      |                                                      |                                                      |  |
|  | 4º                                                   | C. D. Utiel                                          | 0                                                    | 0                                                    | 0                                                    |   |    |                                                      |                                                      |                                                      |                                                      |                                                      |  |
|  | 3º                                                   | F. C. Jove Español San Vicente                       | 0                                                    | 1                                                    | 1                                                    |   |    |                                                      |                                                      |                                                      |                                                      |                                                      |  |
|  | 3º                                                   | F. C. Jove Español San Vicente                       | 0                                                    | 1                                                    | 1                                                    |   | 3º | F. C. Jove Español San Vicente                       |                                                      |                                                      |                                                      |                                                      |  |
|  |                                                      |                                                      |                                                      |                                                      |                                                      |   | 3º | F. C. Jove Español San Vicente                       |                                                      |                                                      |                                                      |                                                      |  |
|  |                                                      |                                                      | 5º                                                   | Atzeneta U. E.                                       |                                                      |   |    |                                                      |                                                      |                                                      |                                                      |                                                      |  |
|  | 5º                                                   | Atzeneta U. E.                                       | 5º                                                   | Atzeneta U. E.                                       | 1                                                    | 1 | 2  |                                                      |                                                      |                                                      |                                                      |                                                      |  |
|  | 5º                                                   | Atzeneta U. E.                                       |                                                      |                                                      | 1                                                    | 1 | 2  |                                                      |                                                      |                                                      |                                                      |                                                      |  |
|  | 2º                                                   | Ontinyent 1931 C. F.                                 | 1                                                    | 0                                                    | 1                                                    |   |    |                                                      |                                                      |                                                      |                                                      |                                                      |  |
|  | 2º                                                   | Ontinyent 1931 C. F.                                 | 1                                                    | 0                                                    | 1                                                    |   |    |                                                      |                                                      |                                                      |                                                      |                                                      |  |
|  |                                                      |                                                      |                                                      |                                                      |                                                      |   |    |                                                      |                                                      |                                                      |                                                      |                                                      |  |